# نقف معا
نقف معًا (بالإنجليزية: Standing Together)‏ (بالعبرية: עומדים ביחד) هي حركة شعبية إسرائيلية تهدف إلى توحيد المجتمعات واليهودية والعربية الإسرائيلية،  وهي أكبر حركة شعبية عربية يهودية في البلاد. أصبحت مبادرة "نقف معًا" نشطة لأول مرة في عام 2015،  وتضم حوالي 5000 عضو اعتبارًا من أكتوبر 2023. تعارض الحركة الليبرالية الجديدة والاحتلال الإسرائيلي للأراضي الفلسطينية، وتهدف الحركة إلى تعزيز حقوق المثليين وحقوق المرأة وحقوق العمال (بما في ذلك إعانات العجز) والمساواة الكاملة للمواطنين الفلسطينيين في إسرائيل.
الحركة معروفة بأدواتها وعلاماتها ذات الألوان الأرجوانية، وقد تلقت الحركة تمويلًا من "الصندوق الجديد لإسرائيل".

## المنظمة
استشهد مؤسسو نقف معًا بحركات بوديموس، ومومنتوم، وسيريزا ، والاشتراكيين الديمقراطيين الأمريكيين كمصدر إلهام، لكنهم ذكروا أنهم لا يريدون أن تصبح الحركة حزبًا سياسيًا. تم وصف تركيز الحركة على العدالة الاقتصادية والاجتماعية بأنه مصدر قوة.
تتكون الحركة من تسعة فصول أو "دوائر"، في جميع أنحاء إسرائيل: في شارون، والمثلث، والنقب، وفي المدن الكبرى في حيفا، وتل أبيب، والقدس، وفي حرم كليات جامعة تل أبيب، وجامعة بن جوريون، وجامعة حيفا، والجامعة العبرية في القدس.
تحاول الحركة التأكد من معاملة العرب واليهود الإسرائيليين على قدم المساواة، وتتمتع القيادة بتمثيل متساوٍ تقريبًا لكل مجموعة، وتنشر الحركة جميع موادها باللغتين العبرية والعربية، إلا أنه منذ عام 2018، كان عدد الأعضاء اليهود الإسرائيليين في الحركة أكبر من عدد العرب الإسرائيليين.

## التاريخ
تأسست منظمة "نقف معًا" في أواخر عام 2015، بشكل أساسي من قبل أفراد كانوا نشطين أيضًا في احتجاجات العدالة الاجتماعية عام 2011، وكان العديد من المؤسسين أيضًا أعضاءًا في حزب حداش السياسي.
أحتج المؤسسون على الاعتقالات السياسية، وعمليات الإخلاء في القدس الشرقية (بما في ذلك الشيخ جراح )، ومسيرة العودة الكبرى على حدود غزة والتي قتل خلالها الجيش الإسرائيلي 17 مدنيًا، والهدم المخطط للقرى البدوية في النقب.
قام متظاهرو نقف معًا في صيف 2017 بإغلاق العديد من الطرق السريعة الرئيسية للاحتجاج على أن إعانات العجز أقل من الحد الأدنى للأجور، كما ساعدوا لاحقًا في جمع الأموال للمتظاهرين الذين تم تغريمهم.
عقدت الحركة مجلسها الوطني الأول في 11 ديسمبر 2017، حيث تم التصويت خلاله على قيادات الحركةوالمقترحات المختلفة.
عملت الحركة في عام 2018 على نشر الوعي والاحتجاج ضد ترحيل إسرائيل لطالبي اللجوء الأفارقة (تحديدًا الإريتريين والسودانيين)، وتمكنت من تنظيم احتجاج قوي ضم 20 ألف شخص في جنوب تل أبيب ضد عمليات الترحيل المخطط لها، واحتجوا في مايو 2018 على رد الجيش الإسرائيلي على الاحتجاجات الفلسطينية على حدود غزة، والتي أسفرت عن مقتل أكثر من 60 متظاهرًا. ونظموا أيضًا في ذلك الشهر احتجاجات ضد نقل السفارة الأمريكية إلى القدس.
كان لدى الحركة حوالي 2000 عضو مسجل بحلول عام 2018، وشارك ما بين 20000 و30000 شخص في فعاليات الحركة في ذلك العام.
احتجت مجموعة صغيرة ناشطي الحركة في عام 2019 على سياسة مركز برزيلاي الطبي التي تتطلب استجواب ركاب الحافلات العرب قبل أن يتمكنوا من دخول المستشفى، وعلى الرغم من أن هذه السياسة أعفت المواطنين العرب الإسرائيليين، إلا أن التقارير المتناقلة أفادت أن المواطنين العرب الإسرائيليين قد تم استهدافهم أيضًا في هذه السياسة.
نظمت الحركة في سبتمبر 2020 احتجاجًا على استجابة الحكومة الإسرائيلية لجائحة كوفيد-19 - والتي اعتبرتها الحركة غير فعالة - في تل أبيب، ملأت الحركة ميدان رابين بـ1019 كرسيًا فارغًا، يمثل كل منها وفاة إسرائيلية بسبب كوفيد-19.
نظمت الحركة في يناير 2023 مظاهرة قوية ضمت من 20 إلى 30 ألف شخص في تل أبيب ضد الحكومة الجديدة، شاركت في احتجاجات الإصلاح القضائي الإسرائيلي في وقت لاحق من ذلك العام ضد الإصلاح القضائي الإسرائيلي الذي سنه رئيس الوزراء بنيامين نتنياهو. كما نظمت الحركة في أواخر سبتمبر 2023 احتجاجًا في ميدان ديزنغوف في تل أبيب لجذب الانتباه إلى العرب الذين قُتلوا في ظل سياسات وزير الأمن إيتمار بن غفير.

## المنظمة
- أوري فيلتمان (المنظم الميداني الوطني)[21]